# Olivia Auclair
Olivia Auclair (Brussel, 10 mei 1970), is een Belgische zangeres en actrice.

## Biografie
Olivia Auclair heeft een diploma journalistiek en communicatie van de Université libre de Bruxelles. Ze volgt ook lessen dictie, declamatie en toneelkunst aan de academies van Watermaal-Bosvoorde en Etterbeek. 
Ze besloot toen om acteren te gaan studeren aan de Lassaad International Theatre School in Sint-Gillis en rondde haar opleiding af met zanglessen bij Stéphane Deltour, die later haar componist werd.
In 2007 won de artieste de publieksprijs op het Festival Mars en Chanson van Charleroi; het jaar daarop was ze een van de ontdekkingen op de Francofolies de Spa. De pers, die de capaciteiten van de jonge artieste zorgvuldig beoordeelde, herkende haar persoonlijkheid en prees haar lyrische liedjes om hun virulentie en ironie.

## Filmografie

### Cinema
- 2005 : Le plus beau jour de ma vie
- 2005 : De indringer
- 2006 : Congorama
- 2013 : Le Singe Roi: The King Monkey
- 2024 : La Abadesa

### Televisie
- 2008 : Françoise Dolto, le désir de vivre
- 2010 : Plus belle la vie
- 2018 : Papa ou maman
- 2020 : Een Goed Jaar

## Discografie
- 2009 : Olivia Auclair Live !
- 2011 : L'enfant-Porte
- 2014 : Madame Jeannotte
- 2015 : Pas ce soir chéri !
- 2017 : T'en fais une tête !
- 2020 : De l'autre côté
- 2021 : Buzz, un amour de bourdon